# Lubor Tesař
Lubor Tesař, nacido el 11 de mayo de 1971 en Pilsen, es un ciclista checo ya retirado. Profesional del 2000 al 2006, fue campeón de Checoslovaquia en dos ocasiones y de la República Checa otras dos ocasiones.

## Palmarés
| 1990 - 1 etapa de la Vuelta a Austria 1991 - Vuelta a la Baja Sajonia - 1 etapa de la Vuelta a Austria 1992 - Vuelta a Eslovaquia 1993 - Campeón de Checoslovaquia en ruta - 3 etapas de la Carrera de la Paz 1994 - Campeón de Checoslovaquia en ruta - Campeonato de la República Checa en Ruta 2001 - Porec Trophy 5 - 2 etapas del Giro del Capo | 2002 - Tour de Düren - 3 etapas del Tour de Beauce 2003 - Campeonato de la República Checa en Ruta - 1 etapa del Tour de Beauce 2004 - 1 etapa del Giro del Capo - Tour de Bohemia, más 1 etapa - 3º en el Campeonato de la República Checa de Contrarreloj 2005 - Tour de Bochum 2006 - 1 etapa de la Carrera de la Paz |